# Ivan Pelizzoli
Ivan Pelizzoli (Bergamo, 18 novembre 1980) è un dirigente sportivo ed ex calciatore italiano, di ruolo portiere, segretario dell'Atalanta.
L'IFFHS l'ha classificato al quarantaquattresimo posto tra i migliori portieri del decennio 2001-2010 (il terzo italiano dopo Gianluigi Buffon e Francesco Toldo, a pari merito con Carlo Cudicini).

## Carriera

### Club

#### Gli esordi e l'Atalanta
Muove i suoi primi passi nel mondo del pallone nel settore giovanile dell'Atalanta.
Dopo tutta la trafila nei vari campionati giovanili, gioca il suo primo campionato da professionista (per giunta titolare) in serie C2 a diciannove anni, quando viene ceduto in prestito alla Triestina nel campionato 1999-2000, realizzando 23 presenze e subendo 24 reti.
L'anno successivo torna a Bergamo, con l'Atalanta in serie A, nel ruolo di terzo portiere, alle spalle di Alberto Fontana e Davide Pinato. Tuttavia un serio infortunio del primo già dopo la prima giornata di campionato, e un successivo impedimento occorso anche a Pinato il 5 novembre 2000 nei primi minuti di Milan-Atalanta gli consentono di bagnare l'esordio nella massima serie nel palcoscenico dello stadio San Siro di Milano non ancora ventenne (e con la maglia di un'Atalanta in quel momento in testa alla Serie A). Le successive prestazioni spingono l'allenatore Giovanni Vavassori a promuoverlo titolare anche dopo il recupero di Pinato e poi di Fontana, che a gennaio viene venduto al Napoli.

#### Il passaggio alla Roma
Dopo la stagione 2000-01 (conclusa con 30 presenze a fronte di 31 reti subite con la maglia dell'Atalanta e con le prime apparizioni con la maglia azzurra dell'Under 21), viene acquistato dalla Roma di Fabio Capello (27 miliardi di lire), fresca di scudetto, dove per la prima stagione fa costantemente il vice di Francesco Antonioli, sommando 5 presenze e subendo 4 reti. Il suo prezzo d'acquisto lo rende peraltro il portiere acquistato alla cifra più esosa nella storia del club capitolino, record detenuto fino al 2019, anno d'arrivo di Pau López.
Nella stagione successiva riesce a mettersi maggiormente in mostra, totalizzando 19 presenze in campionato, con 22 reti subite; esordisce inoltre nella nazionale maggiore.
È il 2003-2004 la sua stagione migliore: infatti proprio in quell'anno diventa protagonista con la Roma (campione d'inverno, arriverà seconda dietro al Milan, perdendo entrambi gli scontri diretti), ma, grazie alle sole 14 reti subite in 31 partite disputate, diventa Saracinesca d'Oro, ossia il portiere meno battuto d'Europa, davanti al tedesco Timo Hildebrand dello Stoccarda. Inanella inoltre una serie di partite senza subire goal, conseguendo un totale di 774 minuti consecutivi di imbattibilità tra i pali, la più alta per un portiere della Roma e quarta in assoluto nella classifica dei portieri della Serie A. Grazie all'ottima stagione disputata, è tra i maggiori candidati al ruolo di terzo portiere della nazionale italiana al campionato d'Europa 2004, pur restando infine escluso dall'elenco dei convocati.
Nel 2004-2005 invece le cose non vanno altrettanto bene: la Roma infatti, dopo il passaggio dell'allenatore Capello alla Juventus, vive una stagione di assestamento e cambia quattro tecnici (Cesare Prandelli, Rudi Voeller, Luigi Delneri e Bruno Conti). Pelizzoli comincia la stagione piuttosto in sordina e, dopo alcune prestazioni, si infortuna. La sua stagione termina con 17 presenze con 30 reti subite e con la fiducia che la Roma conferisce all'emergente Gianluca Curci, promosso titolare per la stagione successiva.

#### Reggina e Lokomotiv Moska

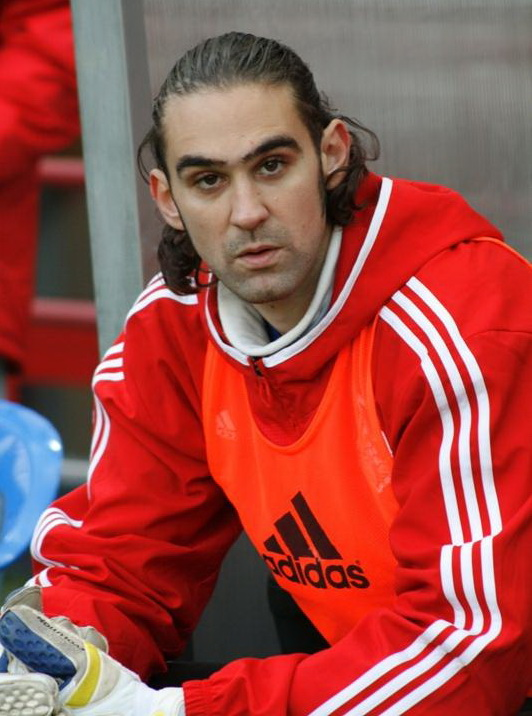
Pelizzoli ai tempi del Lokomotiv Moska

Pelizzoli viene così ceduto alla Reggina allenata da Walter Mazzarri, e, nonostante avesse iniziato la prima stagione da titolare, nuovi calvari fisici lo costringono a un lungo stop forzato, in seguito al quale si era affermato quale portiere titolare degli amaranto Nicola Pavarini. 
Dal 27 maggio 2007 è cittadino onorario della città di Reggio Calabria.
Il 31 gennaio 2007 si trasferisce nel campionato russo, acquistato dal Lokomotiv Mosca, con cui firma un contratto di 4 anni. Il costo del trasferimento è di 3 milioni di euro. Non riesce a conquistarsi il posto da titolare, a parte le prime partite, e molto spesso è relegato al ruolo di secondo portiere.

#### Il ritorno in Italia
Il 31 agosto 2009 passa in prestito con diritto di riscatto all'AlbinoLeffe, in Serie B. Al termine di una stagione fatta più di ombre che di luci non viene riscattato dal club seriano, tornando così in Russia.
Nell'agosto 2010 passa a titolo definitivo dai russi del Lokomotiv Mosca al Cagliari, chiamato a svolgere il ruolo di secondo portiere alle spalle di Michael Agazzi. Per lui ci fu spazio in Coppa Italia e per trentasette minuti contro la Sampdoria durante il ventitreesimo turno di campionato. Il 13 luglio 2011 si lega al Padova dopo essere rimasto senza contratto. Esordisce con i veneti nella partita contro la Sampdoria pareggiata per 2 a 2 alla prima di campionato per poi continuare ad alternarsi con Mattia Perin.
Nonostante un grave infortunio, lesione del tendine del retto femorale che lo tiene fermo per più di un mese, e subendo critiche da parte dei tifosi riesce a giocare una stagione a buoni livelli all'insegna del riscatto. Nonostante ciò, (complici alcuni infortuni) nel finale di stagione venne promosso primo portiere Perin.
Il 31 agosto 2012 viene ceduto al Pescara nello scambio tra portieri che porta Luca Anania al Padova.
Il 23 settembre 2012 esordisce in campionato con la maglia biancoazzurra contro il Bologna, grazie all'espulsione del portiere titolare Perin, e subito para un rigore calciato da Diamanti. Nel girone di ritorno è chiamato spesso in causa come titolare, offrendo buone prestazioni e mettendosi in luce nella disfatta della sua squadra, che in 19 partite conquista appena due punti e retrocede in Serie B, dove viene riconfermato disputando 21 partite in tutto.
Per la stagione 2014-2015 passa all'Entella, club emergente ligure neopromosso in Serie B, firmando un contratto annuale con opzione. A novembre si procura un grave infortunio a una spalla, fratturandosi il cercine glenoideo della spalla sinistra tornando tra i convocati solo nelle ultime partite. Con 12 presenze e 15 gol subiti non riesce quindi ad evitare la retrocessione dell'Entella dopo aver perso i play-out contro il Modena. Il 30 marzo 2016 viene ingaggiato dal L.R. Vicenza fino al termine della stagione.
Il 22 novembre 2016 viene ingaggiato dal Piacenza, militante nel campionato di Lega Pro. Esordisce nel derby cittadino contro il Pro Piacenza il 27 novembre 2016. Il 13 giugno 2017 risolve consensualmente il contratto con gli emiliani.
Il 14 luglio firma con il Foggia, neo-promosso in Serie B; nel dicembre successivo, tuttavia, rescinde il contratto

### Dopo il ritiro
Una volta appesi gli scarpini al chiodo torna all’Atalanta lavorando per il settore giovanile.
Nell'aprile del 2022 consegue il diploma da direttore sportivo.
Nel gennaio del 2023 viene ammesso al corso di Coverciano per diventare Responsabile di Settore Giovanile.

### Nazionale
Dopo aver militato nelle selezioni Under-17 e Under-21, il 30 aprile 2003, a Ginevra, esordisce con la maglia della nazionale maggiore allenata da Giovanni Trapattoni, nell'ambito dell'amichevole Svizzera-Italia.
Dopo aver sfiorato la convocazione per il campionato d'Europa 2004 (gli viene preferito Angelo Peruzzi), partecipa alle Olimpiadi di Atene, venendo utilizzato come portiere titolare e fuoriquota della nazionale olimpica di Claudio Gentile che, anche grazie a Pelizzoli (che nel corso della manifestazione para due calci di rigore), conquista la medaglia di bronzo.
Nel novembre del 2004 disputa la sua seconda e ultima partita con la nazionale maggiore, un'amichevole contro la Finlandia.

## Statistiche

### Presenze e reti nei club
| Stagione               | Squadra                | Campionato             | Campionato | Campionato | Coppe nazionali | Coppe nazionali | Coppe nazionali | Coppe continentali | Coppe continentali | Coppe continentali | Altre coppe | Altre coppe | Altre coppe | Totale | Totale |
| Stagione               | Squadra                | Comp                   | Pres       | Reti       | Comp            | Pres            | Reti            | Comp               | Pres               | Reti               | Comp        | Pres        | Reti        | Pres   | Reti   |
| ---------------------- | ---------------------- | ---------------------- | ---------- | ---------- | --------------- | --------------- | --------------- | ------------------ | ------------------ | ------------------ | ----------- | ----------- | ----------- | ------ | ------ |
| 1998-1999              | Atalanta               | B                      | 0          | 0          | CI              | 0               | 0               | -                  | -                  | -                  | -           | -           | -           | 0      | 0      |
| 1999-2000              | Triestina              | C2                     | 23         | -24        | CI-C            | ?               | -?              | -                  | -                  | -                  | -           | -           | -           | 23+    | -24+   |
| 2000-2001              | Atalanta               | A                      | 30         | -31        | CI              | 7               | -9              | -                  | -                  | -                  | -           | -           | -           | 37     | -40    |
| 2001-2002              | Roma                   | A                      | 5          | -4         | CI              | 1               | -3              | UCL                | 2                  | -3                 | SI          | 1           | 0           | 9      | -10    |
| 2002-2003              | Roma                   | A                      | 19         | -22        | CI              | 6               | -9              | UCL                | 3                  | -3                 | -           | -           | -           | 28     | -34    |
| 2003-2004              | Roma                   | A                      | 31         | -14        | CI              | 0               | 0               | CU                 | 3                  | -2                 | -           | -           | -           | 34     | -16    |
| 2004-2005              | Roma                   | A                      | 17         | -30        | CI              | 0               | 0               | UCL                | 4                  | -12                | -           | -           | -           | 21     | -42    |
| Totale Roma            | Totale Roma            | Totale Roma            | 72         | -70        |                 | 7               | -12             |                    | 12                 | -20                |             | 1           | 0           | 92     | -102   |
| 2005-2006              | Reggina                | A                      | 20         | -41        | CI              | 2               | -2              | -                  | -                  | -                  | -           | -           | -           | 22     | -43    |
| 2006-gen. 2007         | Reggina                | A                      | 21         | -28        | CI              | 3               | -1              | -                  | -                  | -                  | -           | -           | -           | 24     | -29    |
| Totale Reggina         | Totale Reggina         | Totale Reggina         | 41         | -69        |                 | 5               | -3              |                    | -                  | -                  |             | -           | -           | 46     | -72    |
| 2007                   | Lokomotiv Mosca        | PL                     | 12         | -14        | CR              | 1               | -1              | CU                 | 6                  | -8                 | -           | -           | -           | 19     | -23    |
| 2008                   | Lokomotiv Mosca        | PL                     | 8          | -14        | CR              | 2               | 0               | -                  | -                  | -                  | SR          | 0           | 0           | 10     | -14    |
| mar.-set. 2009         | Lokomotiv Mosca        | PL                     | 0          | 0          | CR              | 0               | 0               | -                  | -                  | -                  | -           | -           | -           | 0      | 0      |
| Totale Lokomotiv Mosca | Totale Lokomotiv Mosca | Totale Lokomotiv Mosca | 20         | -28        |                 | 3               | -1              |                    | 6                  | -8                 |             | 0           | 0           | 29     | -37    |
| 2009-2010              | Albinoleffe            | B                      | 23         | -25        | CI              | 0               | 0               | -                  | -                  | -                  | -           | -           | -           | 23     | -25    |
| 2010-2011              | Cagliari               | A                      | 1          | 0          | CI              | 2               | -3              | -                  | -                  | -                  | -           | -           | -           | 3      | -3     |
| 2011-2012              | Padova                 | B                      | 17         | -17        | CI              | 2               | -4              | -                  | -                  | -                  | -           | -           | -           | 19     | -21    |
| ago. 2012              | Padova                 | B                      | 1          | -1         | CI              | 2               | -4              | -                  | -                  | -                  | -           | -           | -           | 3      | -5     |
| Totale Padova          | Totale Padova          | Totale Padova          | 18         | -18        |                 | 4               | -8              |                    | -                  | -                  |             | -           | -           | 22     | -26    |
| 2012-2013              | Pescara                | A                      | 11         | -18        | CI              | 1               | -4              | -                  | -                  | -                  | -           | -           | -           | 12     | -22    |
| 2013-2014              | Pescara                | B                      | 20         | -24        | CI              | 1               | 0               | -                  | -                  | -                  | -           | -           | -           | 21     | -24    |
| Totale Pescara         | Totale Pescara         | Totale Pescara         | 31         | -42        |                 | 2               | -4              |                    | -                  | -                  |             | -           | -           | 33     | -46    |
| 2014-2015              | Virtus Entella         | B                      | 11         | -15        | CI              | 2               | -3              | -                  | -                  | -                  | -           | -           | -           | 13     | -18    |
| mar.-giu. 2016         | Vicenza                | B                      | 1          | 0          | CI              | -               | -               | -                  | -                  | -                  | -           | -           | -           | 1      | 0      |
| nov. 2016-2017         | Piacenza               | LP                     | 10         | -10        | CI-LP           | -               | -               | -                  | -                  | -                  | -           | -           | -           | 10     | -10    |
| giu.- dic. 2017        | Foggia                 | B                      | 0          | 0          | CI              | 0               | 0               | -                  | -                  | -                  | -           | -           | -           | 0      | 0      |
| Totale carriera        | Totale carriera        | Totale carriera        | 282        | -332       |                 | 32              | -43             |                    | 18                 | -28                |             | 1           | 0           | 332    | -403   |

### Cronologia presenze e reti in nazionale
| Cronologia completa delle presenze e delle reti in nazionale ― Italia | Cronologia completa delle presenze e delle reti in nazionale ― Italia | Cronologia completa delle presenze e delle reti in nazionale ― Italia | Cronologia completa delle presenze e delle reti in nazionale ― Italia | Cronologia completa delle presenze e delle reti in nazionale ― Italia | Cronologia completa delle presenze e delle reti in nazionale ― Italia | Cronologia completa delle presenze e delle reti in nazionale ― Italia | Cronologia completa delle presenze e delle reti in nazionale ― Italia |
| Data                                                                  | Città                                                                 | In casa                                                               | Risultato                                                             | Ospiti                                                                | Competizione                                                          | Reti                                                                  | Note                                                                  |
| --------------------------------------------------------------------- | --------------------------------------------------------------------- | --------------------------------------------------------------------- | --------------------------------------------------------------------- | --------------------------------------------------------------------- | --------------------------------------------------------------------- | --------------------------------------------------------------------- | --------------------------------------------------------------------- |
| 30-4-2003                                                             | Ginevra                                                               | Svizzera                                                              | 1 – 2                                                                 | Italia                                                                | Amichevole                                                            | -                                                                     | 83’                                                                   |
| 17-11-2004                                                            | Messina                                                               | Italia                                                                | 1 – 0                                                                 | Finlandia                                                             | Amichevole                                                            | -                                                                     |                                                                       |
| Totale                                                                |                                                                       | Presenze                                                              | 2                                                                     |                                                                       | Reti                                                                  | 0                                                                     |                                                                       |

## Palmarès

### Club

#### Competizioni giovanili
- Campionato Primavera: 1

Atalanta: 1997-1998
- Trofeo Dossena: 1

Atalanta: 1997

#### Competizioni nazionali
- Supercoppa italiana: 1

Roma: 2001
- Coppa di Russia: 1

Lokomotiv Mosca: 2006-2007

### Nazionale
- Bronzo olimpico: 1

Atene 2004